# Relaciones Corea del Norte-Corea del Sur

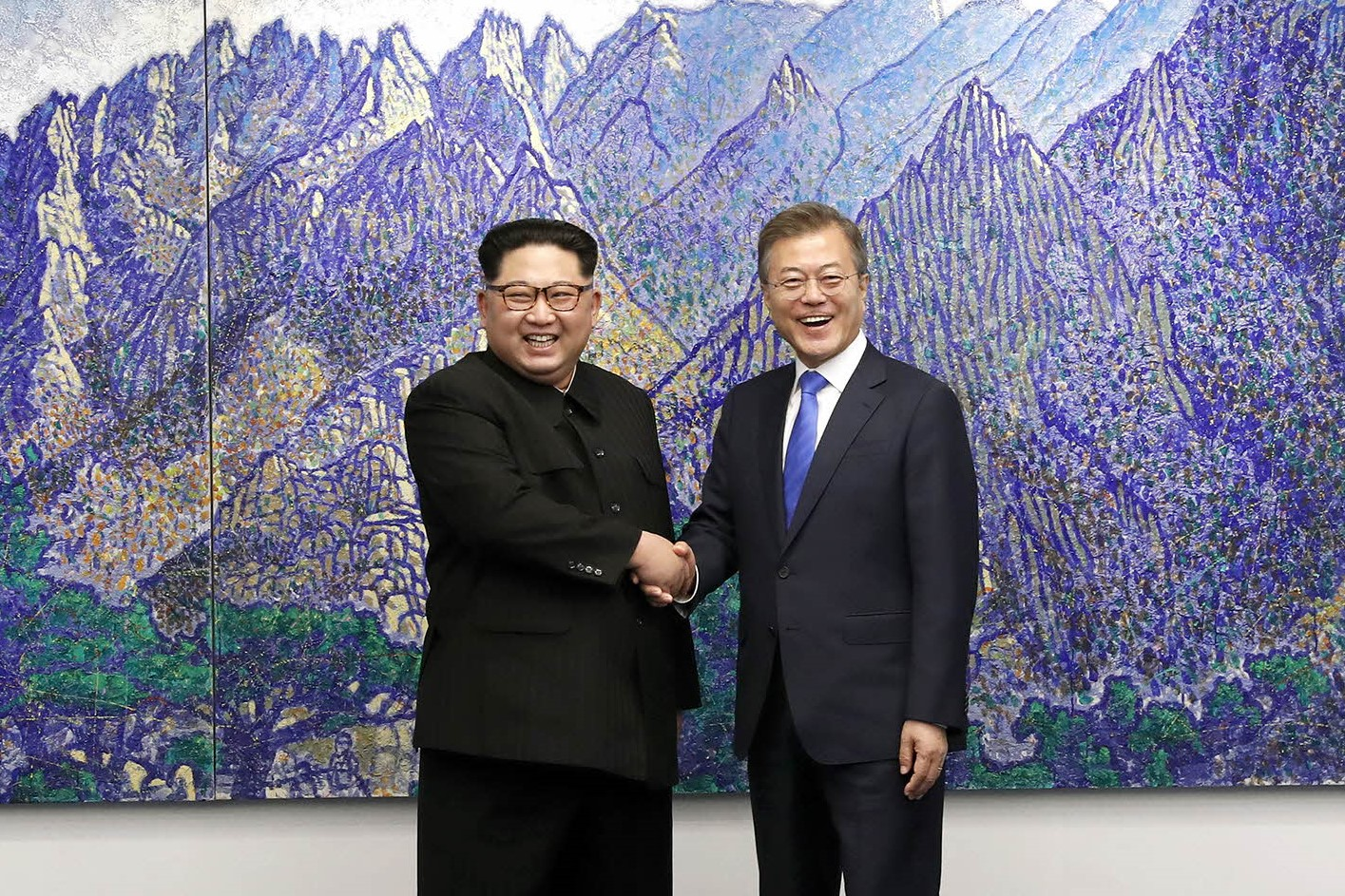
El Líder de Corea del Norte Kim Jong-un (izquierda) y el presidente de Corea del Sur Moon Jae-in (derecha), abril de 2018.

Las relaciones entre Corea del Norte y Corea del Sur o relaciones entre las dos Coreas son las relaciones diplomáticas establecidas entre la República Popular Democrática de Corea y la República de Corea. Anteriormente una sola nación que fue anexionada por Imperio del Japón en 1910, las dos naciones han estado divididas desde el final de la Segunda Guerra Mundial en 1945 y participaron en la Guerra de Corea de 1950 a 1953. Corea del Norte es un Estado autoritario de partido único dirigido por la dinastía Kim. Corea del Sur fue gobernada anteriormente por dictaduras militares de partido único, salvo un breve período democrático entre 1960 y 1961, hasta 1987, cuando celebró elecciones directas. Ambos Estados reclaman la totalidad de la península coreana y las islas periféricas. Asimismo, los dos Estados se unieron a las Naciones Unidas en 1991 y son reconocidos por la mayoría de los Estados miembros. Desde la década de 1970, las dos Coreas han mantenido diálogos diplomáticos informales para aliviar las tensiones militares. En el año 2000, Kim Dae-jung fue el primer presidente de Corea del Sur que visitó Corea del Norte, 55 años después de que la península se dividiera.
Durante la presidencia de Kim, Corea del Sur adoptó la Política del Sol en busca de relaciones más pacíficas con Corea del Norte La política estableció la Región Industrial de Kaesong, entre otras cosas. Esta política fue continuada por el siguiente presidente Roh Moo-hyun, quien también visitó Corea del Norte en 2007 y se reunió con el líder norcoreano Kim Jong-il. A través de esta reunión, ambos líderes firmaron una declaración para buscar la paz y recuperar las relaciones intercoreanas. Sin embargo, ante las crecientes críticas, la Política del Sol fue interrumpida por los dos gobiernos siguientes. Durante la presidencia de Lee Myung-bak y Park Geun-Hye, la relación entre Corea del Norte y Corea del Sur se volvió más hostil.
En 2018, a partir de la participación de Corea del Norte en los Juegos Olímpicos de invierno de 2018, la relación ha experimentado un importante avance diplomático. En abril de 2018, los dos países firmaron la Declaración de Panmunjom para la Paz, la Prosperidad y la Unificación de la Península Coreana. En 2018, la mayoría de los surcoreanos aprobaron la nueva relación. Las cumbres entre Corea del Norte y Corea del Sur también han mejorado las relaciones entre Corea del Norte y los Estados Unidos. Sin embargo, las relaciones entre las dos Coreas siguen siendo tensas.

## División de Corea

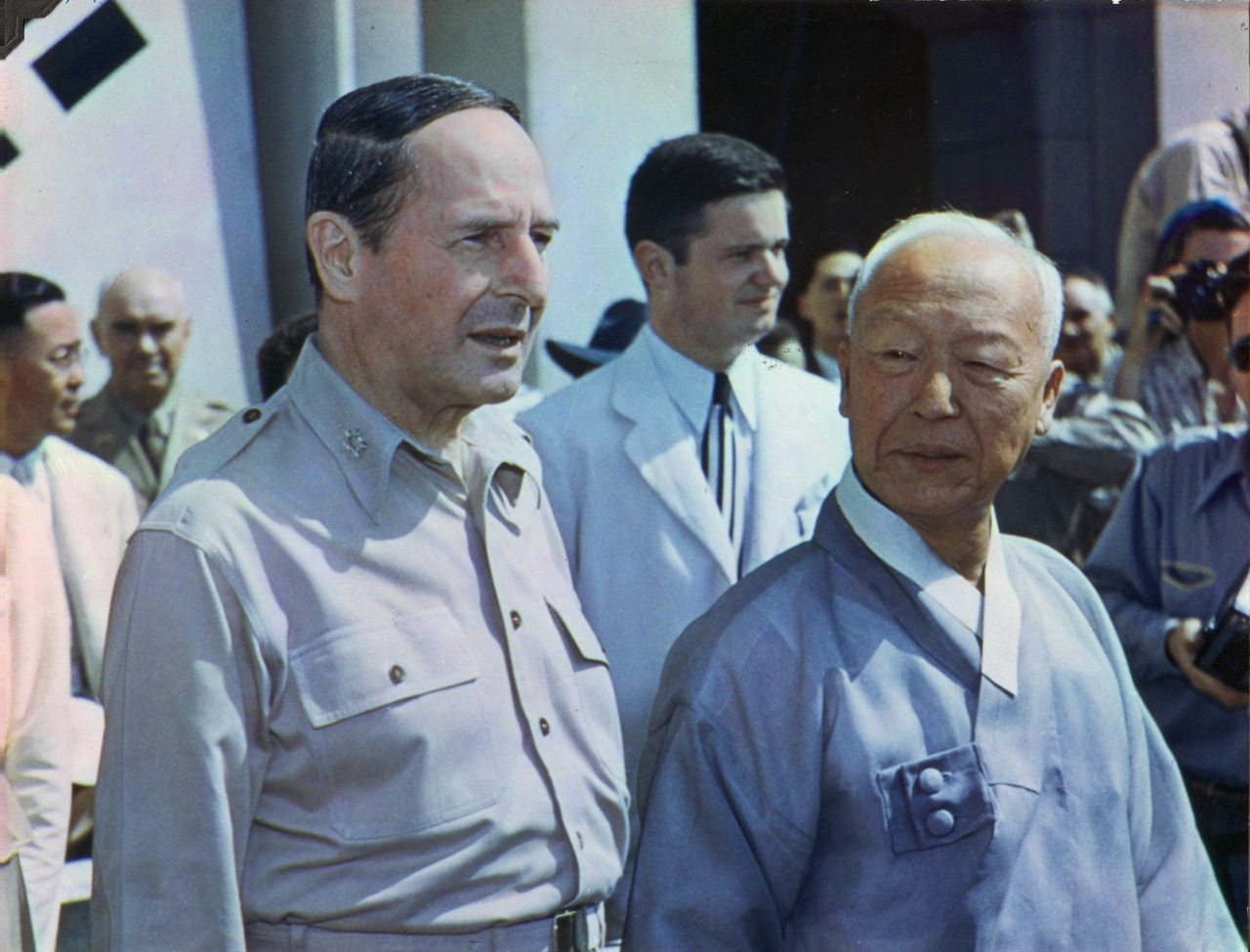
Syngman Rhee junto con el general estadounidense Douglas MacArthur en la gran ceremonia de inauguración del gobierno de la República de Corea (Corea del Sur) en 1948.

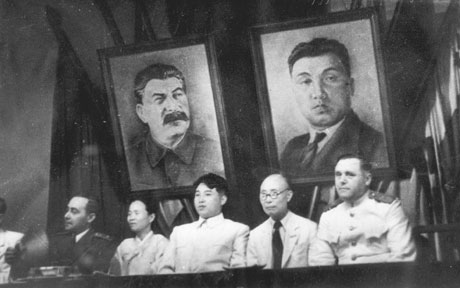
Kim Il-sung, entre otros comunistas Norcoreanos y representantes soviéticos, en una conferencia en Pionyang en 1946, sentado bajo grandes retratos del líder soviético Iósif Stalin y de él mismo.

La península de Corea había sido ocupada por Japón desde 1910. El 9 de agosto de 1945, en los últimos días de la Segunda Guerra Mundial, la Unión Soviética le declaró la guerra a Japón y avanzó hacia Corea. Aunque la declaración de guerra soviética había sido acordada por los aliados en la Conferencia de Yalta, el gobierno de Estados Unidos se preocupó ante la perspectiva de que toda Corea cayera bajo control soviético. Por lo tanto, el gobierno estadounidense pidió a las fuerzas soviéticas que detuvieran su avance en el paralelo 38 norte, dejando el sur de la península, incluida la capital, Seúl, para ser ocupada por los Estados Unidos. Esto fue incorporado en la Orden General n.º 1 a las fuerzas japonesas después de la rendición del Imperio del Japón el 15 de agosto. El 24 de agosto, el Ejército Rojo entró en Pionyang y estableció un gobierno militar sobre Corea al norte del paralelo. Las fuerzas estadounidenses desembarcaron en el sur el 8 de septiembre y establecieron el Gobierno Militar del Ejército de los Estados Unidos en Corea.
Los aliados habían previsto originalmente un fideicomiso conjunto que llevaría a Corea hacia la independencia, pero la mayoría de los nacionalistas coreanos querían la independencia inmediatamente. Mientras tanto, la cooperación en tiempos de guerra entre la Unión Soviética y los EE. UU. se deterioró a medida que la Guerra Fría se afianzaba. Ambas potencias ocupantes comenzaron a promover en posiciones de autoridad a coreanos alineados con su lado de la política y marginando a sus oponentes. Muchos de estos líderes políticos emergentes regresaban a los exiliados con poco apoyo popular. En Corea del Norte, la Unión Soviética apoyó a los comunistas coreanos. Kim Il-sung, que desde 1941 había servido en el ejército soviético, se convirtió en la mayor figura política. La sociedad se centralizó y colectivizó, siguiendo el modelo soviético. La política en el Sur era más tumultuosa, pero el fuertemente anticomunista Syngman Rhee emergió como el político más prominente.
El gobierno de EE. UU. llevó el tema a las Naciones Unidas, lo que llevó a la formación de la Comisión Temporal de las Naciones Unidas sobre Corea. (UNTCOK) en 1947. La Unión Soviética se opuso a este movimiento y se negó a permitir que el UNTCOK operara en el Norte. El UNTCOK organizó una elección general en el Sur, que se celebró el 10 de mayo de 1948. La República de Corea se estableció con Syngman Rhee como Presidente, y reemplazó formalmente la ocupación militar estadounidense el 15 de agosto. En Corea del Norte, la República Popular Democrática de Corea fue declarada el 9 de septiembre, con Kim Il-sung, como primer ministro. Las fuerzas de ocupación soviéticas abandonaron el Norte el 10 de diciembre de 1948. Las fuerzas estadounidenses dejaron el Sur al año siguiente, aunque el Grupo Asesor Militar de Corea de EE. UU. se quedó para entrenar al Ejército de la República de Corea.
Los dos gobiernos de la oposición se consideraban a sí mismos como el gobierno de toda Corea, y ambos veían la división como algo temporal La República Popular Democrática de Corea, proclamó a Seúl como su capital oficial, posición que no cambió hasta 1972.

## Guerra de Corea

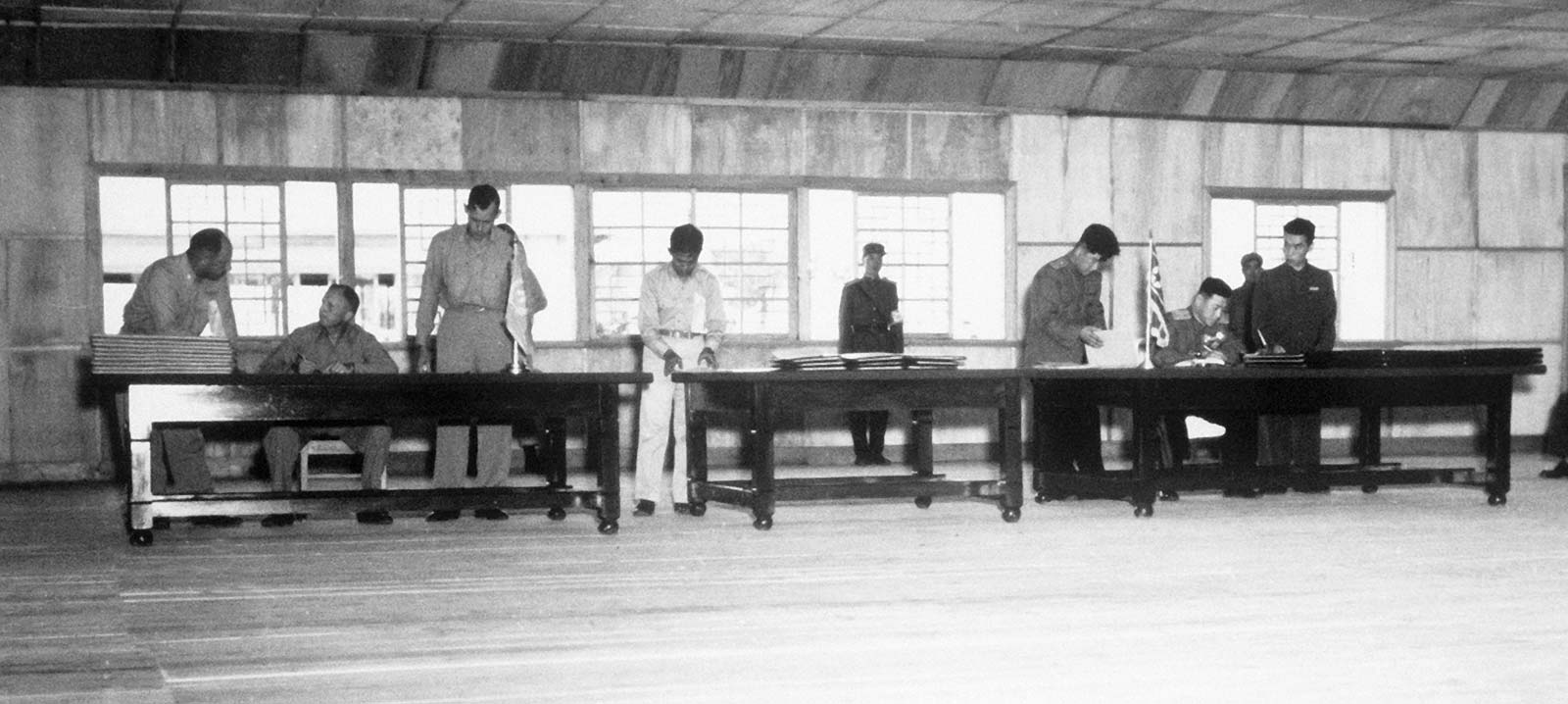
Los delegados firman el Acuerdo de Armisticio de Corea en Panmunjŏm.

Corea del Norte invadió el Sur el 25 de junio de 1950 y rápidamente invadió la mayor parte del país. En septiembre de 1950 la fuerza de las Naciones Unidas, dirigida por los Estados Unidos, intervino para defender el Sur, y avanzó hacia Corea del Norte. A medida que se acercaban a la frontera entre China y Corea del Norte, las fuerzas chinas intervinieron en nombre de Corea del Norte, cambiando de nuevo el equilibrio de la guerra. Los combates terminaron el 27 de julio de 1953, con un armisticio que aproximadamente restauró los límites originales entre Corea del Norte y del Sur Syngman Rhee se negó a firmar el armisticio, pero accedió de mala gana a acatarlo.
El armisticio inauguró un cese del fuego oficial pero no condujo a un tratado de paz. Estableció la Zona Desmilitarizada de Corea (DMZ), una zona de amortiguación entre los dos lados, que se interseca con el paralelo 38 pero no lo sigue Corea del Norte ha anunciado que ya no acatará el armisticio por lo menos seis veces, en los años 1994, 1996, 2003, 2006, 2009 y 2013.
Un gran número de personas fueron desplazadas como resultado de la guerra, y muchas familias fueron divididas por la frontera reconstituida. En 2007 se estimó que unas 750.000 personas seguían estando separadas de sus familiares inmediatos, y las reuniones familiares han sido desde hace mucho tiempo una prioridad diplomática para el Sur.

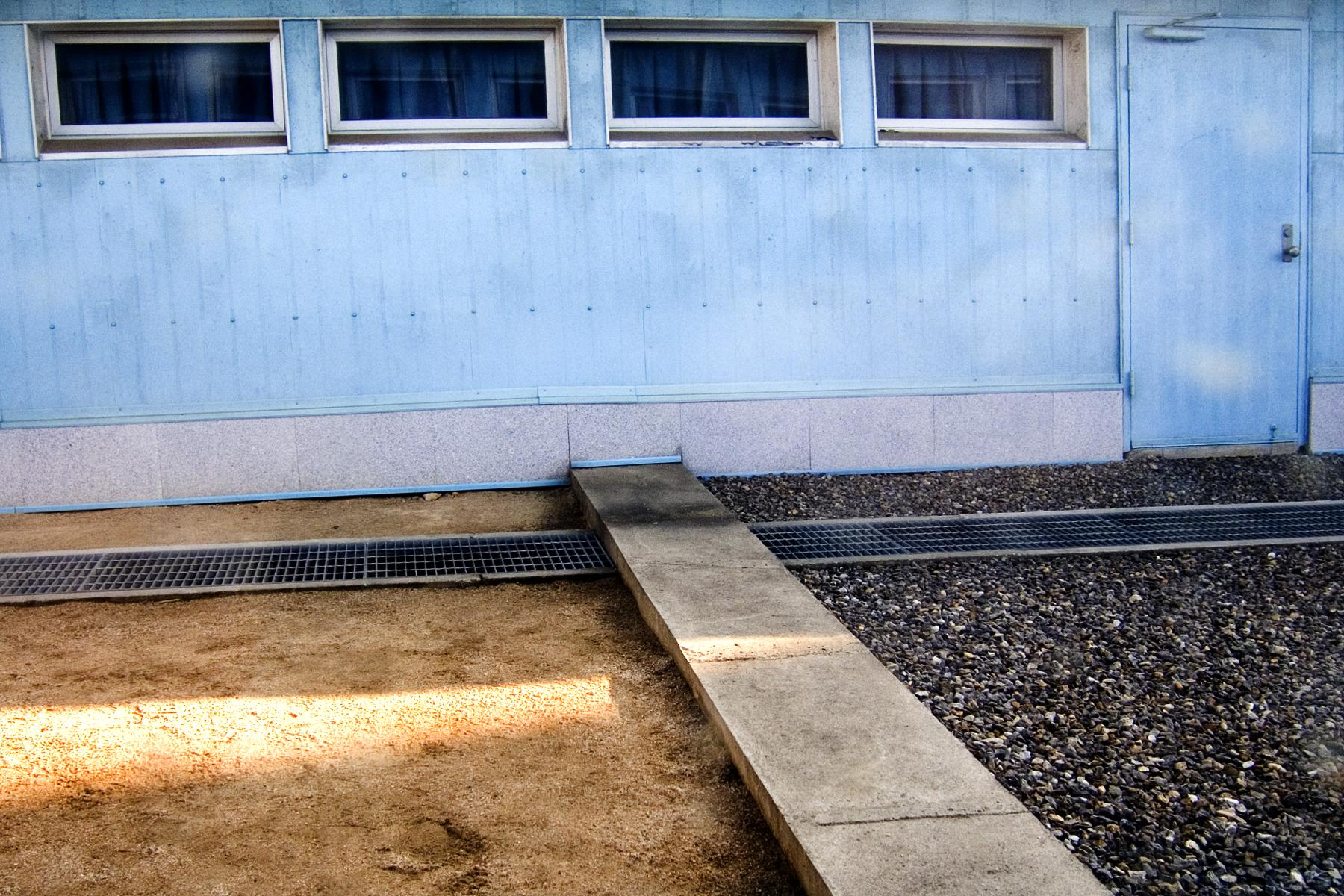
División desde derecha a izquierda de Corea del Norte y Corea del Sur en la zona centro de DMZ.

## Guerra fría
La competencia entre Corea del Norte y Corea del Sur se convirtió en la clave para la toma de decisiones en ambos lados. Por ejemplo, la construcción del Metro de Pionyang impulsó la construcción de uno en Seúl. En la década de 1980, el gobierno de Corea del Sur construyó un asta de bandera de 98 m de altura en su aldea de Daeseong-dong en la DMZ. En respuesta, Corea del Norte construyó un asta de bandera de 160 m de altura en su pueblo cercano de Kijŏng-dong
Las tensiones se intensificaron a finales de los años 60 con una serie de enfrentamientos armados de bajo nivel conocidos como el conflicto de la zona desmilitarizada de Corea. Durante este tiempo Corea del Sur llevó a cabo incursiones encubiertas en el Norte. El 21 de enero de 1968, los comandos norcoreanos atacaron la Casa Azul de Corea del Sur. El 11 de diciembre de 1969, un avión de pasajeros surcoreano fue secuestrado.
Durante los preparativos para la visita del presidente de EE. UU. Nixon a China en 1972, el presidente de Corea del Sur Park Chung-hee inició un contacto encubierto con el norteño Kim Il-sung En agosto de 1971 se celebraron las primeras conversaciones Cruz Roja entre Corea del Norte y Corea del Sur. Muchos de los participantes eran realmente oficiales de inteligencia o del partido. En mayo de 1972, Lee Hu-rak, el director de la CIA coreana, se reunió en secreto con Kim Il-sung en Pionyang. Kim se disculpó por el asalto a la Casa Azul, negando que lo hubiera aprobado. A cambio, el vice primer ministro de Corea del Norte Pak Song-chol hizo una visita secreta a Seúl. El 4 de julio de 1972 se emitió la Declaración Conjunta Norte-Sur. En la declaración se anunciaban los Tres Principios de la Reunificación: primero, la reunificación debe resolverse de manera independiente, sin interferencia ni dependencia de las potencias extranjeras; segundo, la reunificación debe realizarse de manera pacífica sin el uso de fuerzas armadas unas contra otras; finalmente, la reunificación debe trascender las diferencias de ideologías e instituciones para promover la unificación de Corea como un solo grupo étnico. También estableció la primera "línea directa" entre los dos lados.
Corea del Norte suspendió las conversaciones en 1973 después del secuestro del líder de la oposición surcoreana Kim Dae-jung por la CIA Coreana. Las conversaciones se reanudaron, sin embargo, entre 1973 y 1975 hubo 10 reuniones del Comité de Coordinación Norte-Sur en Panmunjom.
A finales de los 70, el presidente de los EE. UU. Jimmy Carter esperaba conseguir la paz en Corea. Sin embargo, sus planes se descarrilaron debido a la impopularidad de su propuesta de retirada de las tropas.
En 1983, una propuesta norcoreana de conversaciones a tres bandas con los Estados Unidos y Corea del Sur coincidió con el intento de asesinato de Rangún contra el Presidente de Corea del Sur. Este comportamiento contradictorio nunca ha sido explicado.
En septiembre de 1984, la Cruz Roja de Corea del Norte envió suministros de emergencia al Sur después de graves inundaciones. Se reanudaron las conversaciones, que dieron lugar a la primera reunión de familias separadas en 1985, así como a una serie de intercambios culturales.La buena voluntad se disipó con la puesta en escena del ejercicio militar de EE. UU.-Corea del Sur, Team Spirit, en 1986.

Bandera de la unificación coreana

Cuando Seúl fue elegida como sede de los Juegos Olímpicos de 1988, Corea del Norte trató de organizar un boicot por parte de sus aliados comunistas o una organización conjunta de los Juegos. Esto falló, y el bombardeo del vuelo 858 de Korean Air en 1987 fue visto como la venganza de Corea del Norte. Sin embargo, al mismo tiempo, en medio del deshielo mundial de la Guerra Fría, el recién elegido presidente de Corea del Sur, Roh Tae-woo, lanzó una iniciativa diplomática conocida como Nordpolitik. En ella se proponía el desarrollo provisional de una "Comunidad Coreana", que era similar a la propuesta de una confederación de Corea del Norte. Del 4 al 7 de septiembre de 1990 se celebraron en Seúl conversaciones de alto nivel, al mismo tiempo que el Norte protestaba por la normalización de las relaciones de la Unión Soviética con el Sur. Estas conversaciones condujeron en 1991 al Acuerdo de Reconciliación, No Agresión, Intercambios y Cooperación y a la Declaración Conjunta de la Desnuclearización de la Península de Corea. Esto coincidió con la admisión de Corea del Norte y del Sur en las Naciones Unidas. Mientras tanto, el 25 de marzo de 1991, un equipo coreano unificado utilizó por primera vez la Bandera de la Unificación Coreana en la Competencia Mundial de Tenis de Mesa en Japón, y el 6 de mayo de 1991, un equipo unificado compitió en la Competencia Mundial de Fútbol Juvenil en Portugal.
Sin embargo, había límites al deshielo en las relaciones. En 1989, Lim Su-kyung, una estudiante activista surcoreana que participó en el Festival Mundial de la Juventud en Pionyang, fue encarcelada a su regreso.

## Evolución en 2019

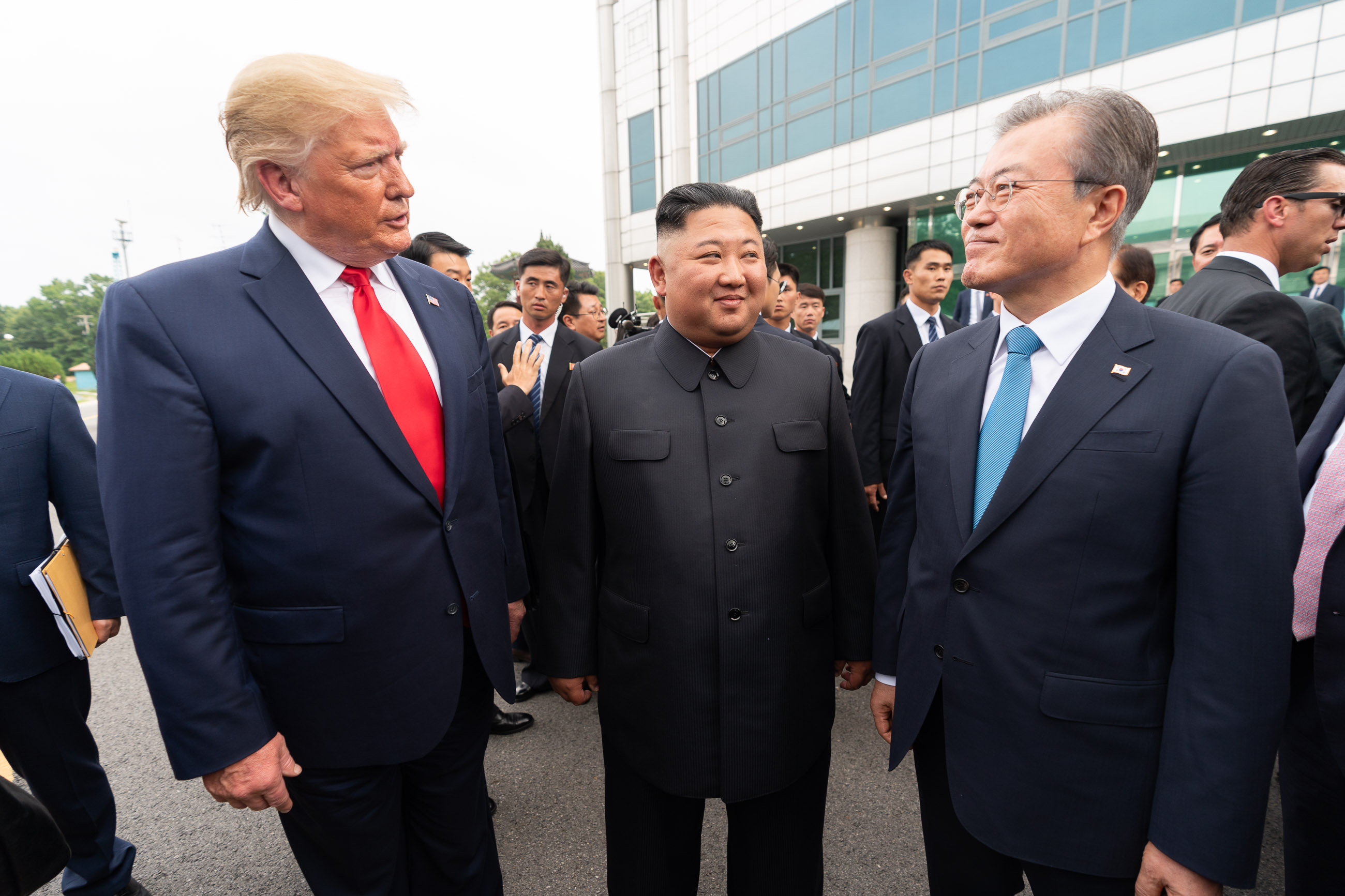
Trump, Kim y Moon en la zona desmilitarizada.

El 30 de junio de 2019, Kim y Moon se reunieron de nuevo en la DMZ, esta vez acompañados por el presidente de los EE. UU. Trump. Los tres se reunieron en la Casa de la Libertad Intercoreana. Mientras tanto, Corea del Norte realizó una serie de pruebas de misiles de corto alcance, y los EE. UU. y Corea del Sur participaron en ejercicios militares conjuntos en agosto. El 16 de agosto de 2019, el partido gobernante de Corea del Norte hizo una declaración criticando al Sur por participar en los ejercicios y por comprar material militar de EE. UU., calificándolo de "grave provocación" y diciendo que no habría más negociaciones. El 15 de octubre, Corea del Norte y del Sur jugaron un partido de clasificación para la Copa Mundial de la FIFA en Pionyang, su primer partido de fútbol en el Norte en 30 años. El partido se jugó a puerta cerrada, con una asistencia abierta solo a un total de 100 funcionarios del gobierno norcoreano; no se permitió a ningún aficionado ni a los medios de comunicación surcoreanos entrar en el estadio, y el partido no se transmitió en directo. No se marcaron goles.
Mientras tanto, Kim y Moon continuaron teniendo una relación cercana y respetuosa durante aquel año.

## Crisis diplomática de 2020
Durante junio de 2020 las crisis han vuelto a decaer después a cerca de dos años de haberse firmado un tratado que habilitaba una oficina para las relaciones entre ambos países localizada en territorio norcoreano. Kim Yo-jong, Directora del Departamento de Propaganda y Agitación del Partido del Trabajo de Corea y hermana de Kim Jong-un, había anunciado el 13 de junio que la ruptura de las relaciones entre ambos países era inminente y había dejado en manos del Ejército norcoreano la decisión de tomar "la próxima acción contra el enemigo", en represalia por la propaganda lanzada por los desertores y activistas norcoreanos desde el otro lado de la frontera.
El 16 de junio, se ordenó al ejército norcoreano que se destruya la oficina diplomática, a la que Kim Yo-jong había descrito como "inútil".
El Estado Mayor del Ejército Popular de Corea, a su vez, dijo que estaba revisando una recomendación del partido gobernante para avanzar a zonas fronterizas específicas que habían sido desmilitarizadas en el acuerdo con Corea del Sur, refiriéndose a la Zona desmilitarizada de Corea, cuyo acuerdo de armisticio de Corea había sido firmado en 1953.